# Alfonso Froilaz
Alfonso Froilaz, llamado el Jorobado (muerto c. 932), fue rey de León de 925 a 926. Reinó durante un breve período de tiempo, desde la muerte de su padre Fruela II, probablemente en agosto de 925, hasta que los hijos de Ordoño II le expulsaron del trono a comienzos del año 926. En el año 932, Ramiro II de León ordenó apresar y cegar a todos los miembros de su familia que se oponían a él: Alfonso Froilaz y sus hermanos Ordoño y Ramiro —primos de Ramiro II— y Alfonso Ordóñez —hermano de Ramiro II y el que fuera Alfonso IV de León—.
La vida y el reinado de Alfonso Froilaz está poco documentada. Muchas crónicas medievales ignoran su gobierno y otras le confunden con su primo y sucesor del mismo nombre, Alfonso IV, quien también tuvo una vida y un reinado accidentados. Aunque su nombre aparece junto al resto de reyes en la Nomina Regum Catolicorum Legionensum, es significativo el hecho de que haya pasado a la historia sin su correspondiente ordinal.

## Biografía
Se desconoce su fecha de nacimiento. Fue hijo de Fruela II de León. Aunque algunos autores sostienen que fue hijo de una primera esposa del rey Fruela llamada Nunilo Jimena, otros dudan de la existencia de tal matrimonio y de Nunilo como esposa del rey. Su padre reinó primero en Asturias y posteriormente, a la muerte de su hermano Ordoño II, en León. 
La muerte de Fruela II en el año 925, probablemente en el mes de agosto, provocó una crisis sucesoria entre los hijos y los sobrinos del rey. Alfonso Froilaz consiguió en un primer momento la Corona con la ayuda de sus hermanos Ordoño y Ramiro. A ellos se oponían sus primos Sancho, Alfonso y Ramiro Ordóñez, que eran hijos de Ordoño II. Estos últimos consideraban que tenían mejores derechos sobre el trono y que estos habían sido usurpados por Fruela II, hermano de Ordoño II.
Los apoyos de los hermanos Ordóñez eran más numerosos y poderosos, tanto dentro como fuera del reino, por lo que la guerra entre los distintos pretendientes fue corta. El infante Sancho estaba apoyado por la mayoría de los nobles de Galicia, lugar de nacimiento de su esposa Goto Núñez; el infante Alfonso recibía el apoyo de Sancho Garcés I de Pamplona, padre de su mujer Onneca; y el infante Ramiro era apoyado por los principales nobles portugueses, emparentados con su esposa Adosinda Gutiérrez.
A principios de 926 la guerra terminaba. Alfonso Froilaz y sus hermanos se retiraron de León a Asturias, mientras sus primos se repartían el reino. Alfonso, el mediano, fue coronado rey de León el 12 de febrero y Sancho, el mayor, pasó a gobernar Galicia. Según el historiador Ibn Hayyan, Sancho recompensó la ayuda del menor, Ramiro, «con el gobierno de una parte de su reino, de suerte que este último reinó sobre la provincia que tiene a Coimbra como ciudad fronteriza [el territorio portucalense]». Tanto Sancho como Ramiro gobernaron con el título de rey, aunque de manera subordinada a Alfonso al que, en su condición de rey de León, reconocían cierta prioridad. Por su parte, Alfonso Froilaz y sus hermanos acabaron refugiados en Asturias, donde Alfonso contaba con el mayor número de partidarios. Alfonso siguió titulándose «rey» y gobernando en la zona asturiana, según consta en documentos de la época. 
En el año 931, tras la muerte de su mujer Onneca, Alfonso IV de León dejó la Corona en manos de su hermano Ramiro (Sancho había fallecido en 929) y se retiró al monasterio de Domnos Sanctos en la actual Sahagún, pero, poco después, rectificó su decisión y quiso retomar el poder. Un año después, Alfonso IV sería hecho prisionero por su hermano, el ya rey Ramiro II. Mientras tanto, en Asturias, los nobles decidieron abandonar a Alfonso Froilaz y tomar partido por Ramiro II, a quien anunciaron sus intenciones. En 932, Ramiro II entró en Asturias y tomó prisioneros a sus tres primos, quienes fueron conducidos a León y encerrados junto a Alfonso IV. Poco después, el rey Ramiro ordenó que a su hermano Alfonso y a sus primos les sacaran los ojos. Finalmente, todos los regios prisioneros serían trasladados al monasterio de San Julián y Santa Basilisa de Ruiforco, donde permanecieron encerrados hasta su muerte. Se desconoce su fecha exacta de defunción, aunque diversos autores señalan que Alfonso Froilaz falleció en el año 932 o poco después.

## Sepultura
Después de su defunción, el cadáver de Alfonso Froilaz recibió sepultura en el monasterio de San Julián y Santa Basilisa de Ruiforco en el que habían sido enterrados sus dos hermanastros, Ordoño y Ramiro Froilaz, su primo Alfonso IV de León y la esposa de este último, Onneca Sánchez de Pamplona. Posteriormente, el rey Alfonso V de León ordenó trasladar los restos mortales de todos los miembros de la realeza sepultados en el monasterio de Ruiforco de Torío a la basílica de San Isidoro de León, donde fueron depositados en una fosa común ubicada en un rincón de una de las capillas del lado del Evangelio junto a los de otros monarcas leoneses. Sobre la fosa común, el rey Alfonso V ordenó erigir un altar dedicado a san Martín, obispo y confesor.
| Predecesor: Fruela II | Rey de León en guerra contra Sancho, Alfonso y Ramiro Ordóñez 925-926 | Sucesor: Alfonso IV rey de LeónSucesor: Sancho Ordóñez rey de GaliciaSucesor: Ramiro Ordóñez rey del territorio portucalense |